# Thông tin quang

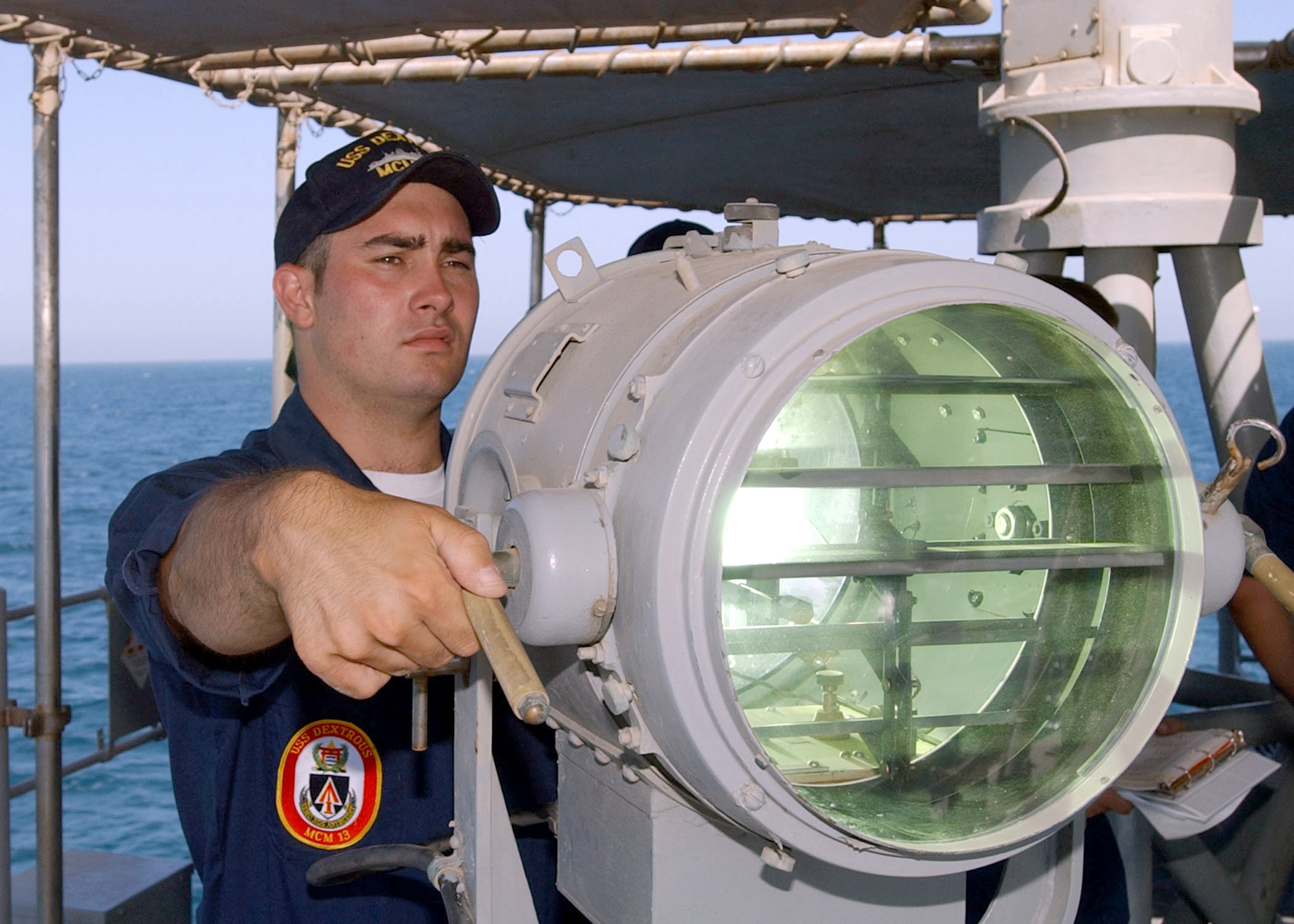
Một dạng thông tin quang là đèn tín hiệu hải quân dùng với mã Morse (2002)

Thông tin quang là một phương thức dùng ánh sáng để truyền dẫn thông tin.
Hệ thống thông tin quang bao gồm một đầu phát dùng để mã hóa thông tin thành tín hiệu ánh sáng, kênh truyền dùng để truyền tín hiệu đến đích, đầu thu dùng để tái tạo lại thông tin từ tín hiệu nhận được.

## Các dạng thông tin quang
Ngôn ngữ cử chỉ cũng được xem là một dạng thông tin quang. Những kỹ thuật thông tin quang đầu tiên là semaphore, cờ, tín hiệu khói, lửa hiệu.
Cáp sợi quang là môi trường truyền dẫn thông dụng nhất được dùng trong thông tin quang số hiện đại.
Ngày nay thông tin quang không gian mở cũng được dùng trong một số ứng dụng.

### Thông tin cáp sợi quang
Xem bài chính Thông tin cáp sợi quang.
Thông tin cáp sợi quang là kỹ thuật thông tin quang phổ biến nhất. Tuy nhiên, ống dẫn sóng quang cũng được dùng trong một số ứng dụng có khoảng cách rất ngắn trong phòng thí nghiệm (ví dụ chip-to-chip). Trong hệ thống thông tin sợi quang, đầu phát có thể là LED (light emitting diode) hoặc laser diode. Người ta sử dụng ánh sáng hồng ngoại (hơn là ánh sáng nhìn thấy được) để truyền tin, bởi vì ánh sáng hồng ngoại ít suy hao và tán sắc hơn. Phương pháp mã hóa thường dùng là điều biên mặc dù điều pha và điều tần cũng đã từng được sử dụng trong phòng thí nghiệm.